# Mémoire volatile
 (juin 2016).
Si vous disposez d'ouvrages ou d'articles de référence ou si vous connaissez des sites web de qualité traitant du thème abordé ici, merci de compléter l'article en donnant les références utiles à sa vérifiabilité et en les liant à la section « Notes et références ».

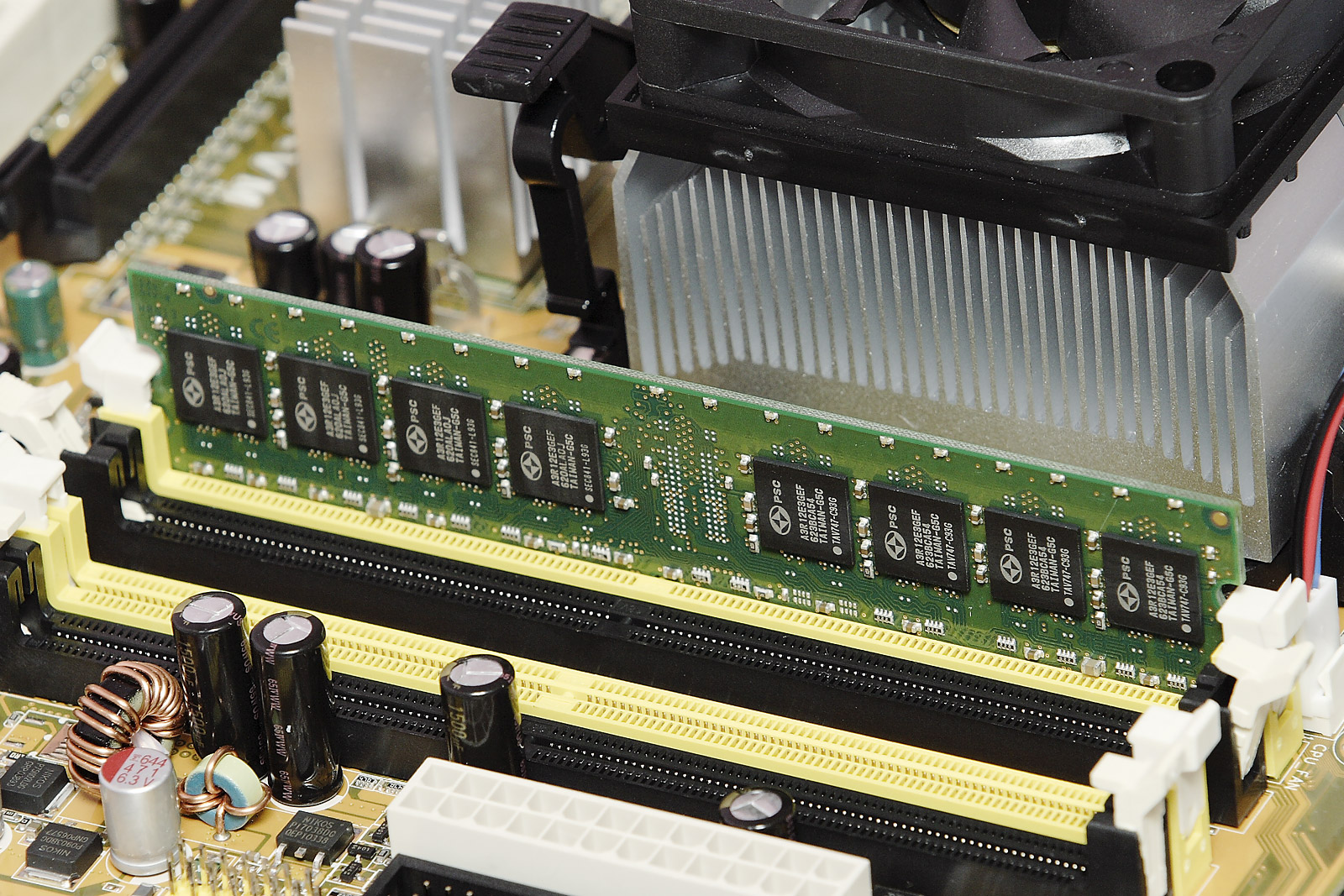
Une RAM DDR2

En informatique, la mémoire volatile (ou non rémanente, temporaire ou à court terme) est une mémoire informatique qui a besoin d'alimentation électrique continue pour conserver l'information qui y est enregistrée. Lorsque l'alimentation électrique est interrompue, l'information contenue dans la mémoire volatile est, quasi immédiatement, perdue.

## Définitions
Termes utilisés en informatique, les connaitre est indispensable :
La mémoire vivequalificatif de la mémoire utilisée par le processeur pour traiter les processus en cours. Initialement sous forme de tores magnétiques, elle est aujourd'hui sous forme de circuits électroniques plus ou moins rapides mais pas toujours volatiles. La mémoire vive est parfois partagée avec la carte graphique lorsque la mémoire de celle-ci est insuffisante ;
La mémoire volatilele terme « volatile » qualifie la propriété d'une mémoire à ne conserver les informations que lorsque son alimentation électrique est assurée (par le secteur ou une batterie électrique).

### Mémoirevivevsvolatile
Il ne faut donc pas confondre les termes mémoire vive et mémoire volatile. Avec l'avancée des technologies, une mémoire volatile peut ne pas être une mémoire vive (par exemple les RAM disques sont utilisées comme un disque virtuel) et la mémoire vive peut ne pas être volatile (par exemple, une mémoire vive basée sur la technologie MRAM est une mémoire vive non volatile).

## Historique
Au début de l'informatique, la mémoire vive, ou mémoire centrale, était basée sur une technologie à tore magnétique, de ce fait la mémoire vive n'était pas volatile.
Avec l'arrivée des mémoires à transistors et le stockage de l'information dans des pico-condensateurs, la mémoire vive est devenue volatile et doit être rafraichie très fréquemment en cours d'utilisation. La mémoire vive est alors devenue volatile.
De ce fait, les informaticiens considèrent souvent que les termes mémoire volatile et mémoire vive sont synonymes, alors que cela n'était pas le cas au début de l'informatique (mémoire à tores) et que ce n'est à nouveau plus le cas avec les SSD.
Les deux termes n'étaient donc pas et ne sont donc plus des synonymes.